# Szojuz–31
A Szojuz–31 (oroszul: Союз 31) szovjet háromszemélyes, kétszemélyessé átalakított szkafanderes személyszállító, szabványos rendszerben épített Szojuz űrhajó. Az űrhajó vitte a Szaljut–6 űrállomásra, az Interkozmosz-program keretében, a harmadik más országbéli űrhajóst, Sigmund Jähnt (NDK).

## Küldetés
Feladata bekapcsolódni az előírt navigációs, csillagászati, műszaki, légkörkutatási, földfotózási, földmegfigyelési, orvosi és biológiai kutatási programba. Berendezkedés után elvégezni a nemzeti kutatási programot. A vendégeknek ügyelniük kellett az űrállomás legénységének pihenésére.

## Jellemzői
Központi tervező iroda CKBEM <= Центральное конструкторское бюро экспериментального машиностроения (ЦКБЕМ)> (OKB-1 <= ОКБ-1>, most OAO RKK Energiya im. SP Korolev <= ОАО РКК Энергия им. С. П. Королёва> – Központi Kísérleti Gépgyártási Tervezőiroda). Az űrhajót kis átalakítással emberes programra, teherszállításra és mentésre (leszállásra) tervezték.
1978. augusztus 26-án a Bajkonuri űrrepülőtér indítóállomásról egy Szojuz hordozórakéta (11А511U) juttatta Föld körüli, közeli körpályára. Az orbitális egység pályája 88,8 perces, 51,6 fokos hajlásszögű, elliptikus pálya-perigeuma 197 kilométer, apogeuma 260 kilométer volt. Hasznos tömege 6800 kilogramm. Szerkezeti felépítését tekintve a Szojuz űrhajó napelemtáblák nélküli változatával megegyező. Akkumulátorait az űrállomás napelemtáblái által előállított energiával tartották üzemkész állapotban. Június 16-án 22 óra 58 perckor kapcsolódott össze az űrállomással, a II-es dokkoló egységnél. A dokkolás automatikus vezérléssel történt. Összesen 67 napot, 20 órát, 12 percet és 47 másodpercet töltött a világűrben. Összesen 1069 alkalommal kerülte meg a Földet.
Augusztus 27-én Vlagyimir Vasziljevics Kovaljonok és Alekszandr Szergejevics Ivancsenkov fogadta és elhelyezte az űrhajó nemzetközi legénységét, miután összekapcsolódott a Szaljut–6 hátulsó, a II. csatlakozó modulhoz. Jähn az előírt kutatási (Berolina – kristályosodási, öntési kísérletek a Szpalv és a Krisztall kemencében), Audio – orvosi mérések-, (Raduga – MKF-6M – fényképezési), Bioszféra-M erőforrás-kutatási-, Elba zaj hatás vizsgálat-, Vremja szubjektív időérzékelés vizsgálat-, Recs az űrhajósok közérzeti vizsgálata-, Vkusz – ízlelési (a biztosított ételek ízértékelése)-, az Oprosz kísérleteket végezte. Biológiai kísérletek, megfigyelések is része volt kutatási programjának. A program végén a kutatási eredményeket átpakolva, megkezdték a leszállási műveleteket.
November 2-án belépett a légkörbe, a leszállás hagyományos módon – ejtőernyős leereszkedés – történt, Zsezkazgantól 180 kilométerre délkeretre értek Földet.

## Személyzet
(zárójelben a küldetések száma a Szojuz–31-gyel együtt)

### Indításkor
- Valerij Fjodorovics Bikovszkij (3) űrhajós parancsnok
- Sigmund Jähn (1) kutatópilóta

### Leszálláskor
- Vlagyimir Vasziljevics Kovaljonok (2) űrhajós parancsnok
- Alekszandr Szergejevics Ivancsenkov (1) fedélzeti mérnök